# 應氏奇美拉蛛
應氏奇美拉蛛是蛛形綱下的一員，為目前奇美拉蛛屬下已知唯一的一種。本種發現於約1億年前（白堊紀中期）的緬甸琥珀之中。目前關於該物種所屬的高階分類群尚有爭議，可能屬於尾蛛目（Uraraneida）。
本種的發現將尾蛛目的可考的生存時間向後推了1億年，且其化石標本保存狀況相當良好，為該目提供了相當珍貴的細節。應氏奇美拉蛛的尾鞭附近，保有相當接近原始蜘蛛的紡織器，故學者從本種的特徵推測，尾蛛目和蜘蛛目的共同祖先可能同時具有尾鞭、絲管，以及紡織器。尾蛛目繼續保留尾鞭的祖徵，蜘蛛目的尾鞭則退化掉，螯肢上演化出毒腺。

## 詞源
本屬的學名「Chimerarachne」的「Chimera」源自於希臘神話中的怪物奇美拉（Chimera），為一隻由不同動物組合而成的怪獸，反映該物種同時具有多類蛛形綱生物的特徵；「arachne」的意思則為「蜘蛛」。種名則源自於標本提供者应嫣灵女士的姓氏。

## 描述
本種外觀上大致與蜘蛛類似，螯肢與中突蛛亞目或猛蛛亞目類似。毒牙上無毛，是否具有毒腺尚未明瞭。後體部（opisthosoma）具節，這點與中突蛛亞目類似。後體部且具有兩對明顯的紡織器（spinnerets），以及一對殘餘紡織器構造。後體部尾端具有尾板，且擁有一長條狀尾鞭。觸肢（pedipalp）上具有兩根圓鈍狀尖刺（apophyses）。

## 發現歷史
截至2018年，本物種已有五件標本發現。2017年夏，中国科学院南京地质古生物研究所研究員王博及黃迪穎分別帶領兩個團隊，各取兩件標本同時各自進行研究。2018年2月，王博及黃迪穎團隊分別同時於《自然—生态学与进化》（Nature Ecology and Evolution）發表論文，王博團隊將該物種命名為應氏奇美拉蛛，並據此發表新屬奇美拉蛛屬。兩人研究的四件標本皆有特化觸肢，應皆為雄蟲。僅有第五件標本沒有觸肢，推測可能為雌蟲。
兩份研究皆同意該物種在蛛形綱研究上的重要性，但對於本物種在系統演化樹上的位置有不同看法。王博等人認為該屬較接近蜘蛛目，黃迪穎團隊則認為該物種應屬於蜘蛛目另一已滅絕的姐妹群尾蛛目。該目在外觀上也類似蜘蛛，但亦有尾鞭。

## 外部連結
- 亿年缅甸琥珀证实古老蜘蛛曾有长长的尾巴